# Waldemar Marques de Oliveira Filho
Waldemar Marques de Oliveira Filho (São Paulo, 7 de agosto de 1951 — 3 de julho de 2021), mais conhecido como Dema, foi um político brasileiro. Foi prefeito de Ferraz de Vasconcelos entre 1996 a 2000.

## Trajetória política
- 1995 - Concorreu e venceu a eleição para prefeito de Ferraz de Vasconcelos
- 2000 - Foi o primeiro prefeito de Ferraz a tentar a reeleição, perdendo para Zé Biruta
- 2004 - Anunciou uma possível candidatura a prefeito mas abandonou a disputa às vésperas da convenção municipal de seu partido
- 2008 - Concorreu novamente ao cargo de prefeito, ficando em quinto lugar na disputa.

### Na prefeitura
No início do mandato apoiou publicamente o plano do governo paulista em ampliar o Rodízio de veículos de São Paulo para a região do Alto Tietê, embora a proposta não tenha sido implementada.
Apesar de ter realizado obras como a canalização do córrego Itaim, a construção do Túnel Mário Covas, o programa Asfalto Comunitário  e da Renda Mínima Municipal e ter seu governo bem avaliado pela população, de acordo com pesquisa do Instituto Pesquisa e Comunicação baseada em dados da Fundação Seade, Dema perdeu a tentativa de reeleição em 2000.
No fim de seu mandato sofreu uma tentativa de assalto e acabou agredido quando saía de sua residência.

## Morte
Morreu em 3 de julho de 2021, aos 69 anos, por complicações da COVID-19.